# عبد الكريم دانتي
عبد الكريم دانتي (بالفرنسية: Abdoul Karim Danté)‏ هو لاعب كرة قدم مالي في مركز الدفاع ولد في يوم 29 أكتوبر 1998 في مدينة باماكو في مالي، يلعب حالياً مع نادي فيرتون وسبق له اللعب مع نادي أندرلخت، في سنة 2016 بدأ باللعب مع منتخب مالي لكرة القدم ويبلغ طوله 186 سم.

## روابط خارجية
- عبد الكريم دانتي على موقع قاعدة بيانات كرة القدم.إي يو (الإنجليزية)
- عبد الكريم دانتي على موقع ناشيونال فوتبول تيمز (الإنجليزية)
- عبد الكريم دانتي على موقع Soccerway.com (الإنجليزية)
- عبد الكريم دانتي على موقع عالم كرة القدم.نت (الإنجليزية)